# Sporormiella similis
Sporormiella similis är en svampart som beskrevs av R.S. Khan & Cain 1979. Sporormiella similis ingår i släktet Sporormiella och familjen Sporormiaceae.   Inga underarter finns listade i Catalogue of Life.